# Tricentrus luteus
Tricentrus luteus är en insektsart som beskrevs av William D. Funkhouser. Tricentrus luteus ingår i släktet Tricentrus och familjen hornstritar. Inga underarter finns listade i Catalogue of Life.